# Алдейя-де-Санта-Маргаріда
Алдейя-де-Санта-Маргаріда (порт. Aldeia de Santa Margarida; МФА: [aɫ.ˈdɐj.ɐ dɨ ˈsɐ̃.tɐ maɾ.gɐ.ˈɾi.dɐ]) — парафія в Португалії, у муніципалітеті Іданя-а-Нова. Розташована в східній частині країни, на теренах історичної португальської провінції Бейра. Входить до складу округу Каштелу-Бранку. За адміністративним поділом, чинним до 1976 року, терени парафії були складовою провінції Нижня Бейра. Належить до Порталегрівсько-Каштелу-Бранківської діоцезії Католицької церкви. Патрон — свята Маргарита. Площа — 13,6218 км². Населення — 292 ос. (2011). Слабо урбанізований регіон. Густота населення — 21,44 осіб/км²
. Код — 050502.

## Населення
| 1840 | 1849 | 1862 | 1864 | 1868 | 1890 | 1900 | 1935 | 1970 | 1981 | 1991 | 2001 | 2011 |
| 558  | 652  | 644  | 662  | 651  | 654  | 746  | 909  | 745  | 477  | 459  | 369  | 292  |